# Řipská tabule
Řipská tabule (též Řípská tabule) je geomorfologický podcelek ve východní a jihovýchodní části Dolnooharské tabule, ležící v okresech Litoměřice a Louny v Ústeckém kraji a okresech Kladno a Mělník ve Středočeském kraji.

## Poloha a sídla

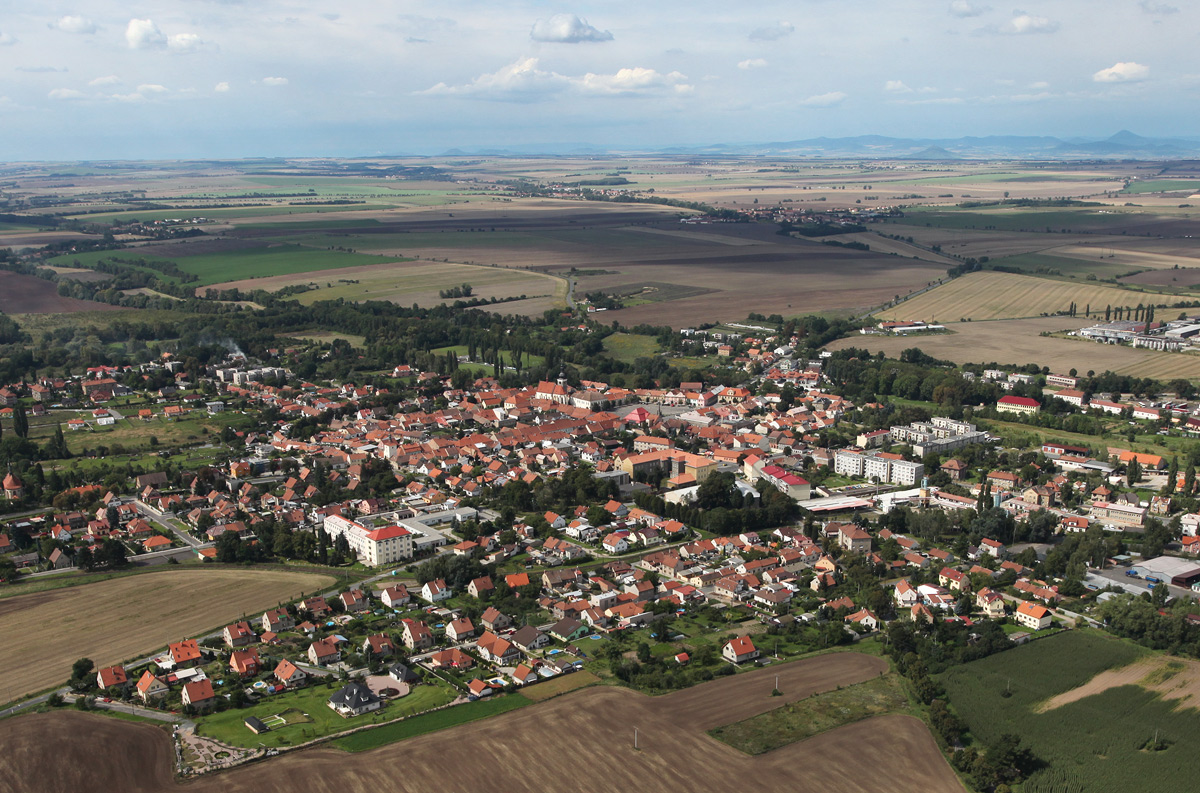
Velvary v Perucké tabuli

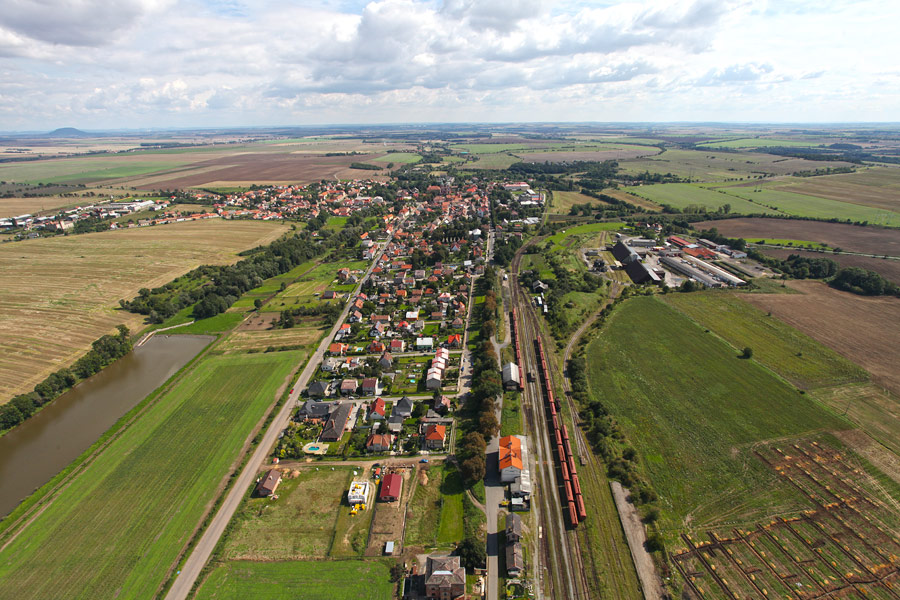
Zlonice v Perucké tabuli

Podcelek se rozkládá zhruba mezi sídly Libochovice, Libotenice a Roudnice nad Labem (na severu), Liběchov (na severovýchodě), Kralupy nad Vltavou (na jihovýchodě), Slaný (na jihu), Hříškov a Peruc (na západě). Uvnitř podcelku jsou města Velvary, částečně Roudnice nad Labem a Kralupy nad Vltavou, zcela uvnitř městys Zlonice, Mšené-lázně a Nelahozeves.

## Geomorfologické členění
Podcelek Řipská tabule (dle značení Jaromíra Demka VIB-1B) náleží do celku Dolnooharská tabule. Dále se člení na okrsky Perucká tabule (VIB-1B–1) v centru a na jihozápadě a Krabčická plošina (VIB-1B–2) na východě a severovýchodě.
Tabule sousedí s dalšími podcelky Dolnooharské tabule (Hazmburská tabule na severozápadě, Terezínská kotlina na severu) a s celky Středolabská tabule na východě, Pražská plošina na jihu a Džbán na jihozápadě.
Kompletní geomorfologické členění celé Dolnooharské tabule uvádí následující tabulka:
| Geomorfologické členění Dolnooharské tabule                            | Geomorfologické členění Dolnooharské tabule | Geomorfologické členění Dolnooharské tabule |
| ---------------------------------------------------------------------- | ------------------------------------------- | ------------------------------------------- |
| ČESKÁ VYSOČINA • Česká tabule • Středočeská tabule                     |                                             |                                             |
| HAZMBURSKÁ TABULE                                                      | Klapská tabule                              | Hazmburk (429 m)                            |
| HAZMBURSKÁ TABULE                                                      | Dolnooharská niva                           |                                             |
| HAZMBURSKÁ TABULE                                                      | Lounská pahorkatina                         |                                             |
| HAZMBURSKÁ TABULE                                                      | Smolnická stupňovina                        |                                             |
| ŘIPSKÁ TABULE                                                          | Perucká tabule                              |                                             |
| ŘIPSKÁ TABULE                                                          | Krabčická plošina                           | Říp (461 m)                                 |
| TEREZÍNSKÁ KOTLINA                                                     | Bohušovická rovina                          |                                             |
| TEREZÍNSKÁ KOTLINA                                                     | Budyňská pahorkatina                        | Mrchový kopec (211 m)                       |
| TEREZÍNSKÁ KOTLINA                                                     | Polepská rovina                             |                                             |
| TEREZÍNSKÁ KOTLINA                                                     | Oharská niva                                |                                             |
| TEREZÍNSKÁ KOTLINA                                                     | Roudnická brána                             |                                             |
| PROVINCIE • Subprovincie • Oblast / Celek / PODCELEK • Okrsek • Vrchol |                                             |                                             |

## Nejvyšší vrcholy
Nejvyšším vrcholem Řipské tabule je Říp (461 m n. m.).
- Říp (461 m), Krabčická plošina
- Na Drahách (348 m), Perucká tabule
- Řipec (313 m), Perucká tabule
- Kopec (274 m), Krabčická plošina
- Škarechov (270 m), Krabčická plošina
- Vidrholec (243 m), Krabčická plošina
- Vínek (240 m), Krabčická plošina
- Na Horách (221 m), Krabčická plošina
- Vejčina (200 m), Krabčická plošina